# Pik Agasis
Der Pik Agasis ist ein 5877 m hoher Berg im Pamir-Gebirge Tadschikistans. 
Der Berg bildet die höchste Erhebung im Westen der Peter-I.-Kette.
Mit einer Schartenhöhe von über 1500 m zählt er zu den so genannten Ultra Prominent Peaks.